# Крушево (Олово)
Крушево је насељено мјесто у Босни и Херцеговини, у општини Олово, које административно припада Федерацији Босне и Херцеговине. Према попису становништва из 2013. у насељу је живјело 168 становника.

## Географија
Крушево се налази на 3,5 km југоисточно од Олова.

## Становништво
| Демографија | Демографија | Демографија |
| Година      | Становника  | Становника  |
| ----------- | ----------- | ----------- |
| 1971.       | 312         |             |
| 1981.       | 325         |             |
| 1991.       | 275         |             |
| 2013.       | 168         |             |